# Thomaston (Texas)
Thomaston è una comunità non incorporata degli Stati Uniti d'America, situata nella contea di DeWitt dello Stato del Texas.
Si trova lungo la U.S. Route 87 sud-est della città di Cuero, il capoluogo della contea di DeWitt. Anche se Thomaston è senza giurisdizione, ha un ufficio postale, con il codice di avviamento di 77989.
Fondata lungo la Gulf, Western Texas and Pacific Railroad nel 1872, la comunità  deve il nome a Nathan Thomas, che aveva precedentemente posseduto parte del terreno su cui è stata costruita. L'ufficio postale della comunità fu aperto nel 1873.